# Tomáš Havlín (novinář)
Tomáš Havlín je český novinář a reportér, od srpna 2025 zahraniční zpravodaj Českého rozhlasu v Německu.

## Život
Diplomovou práci obhájil na Masarykově univerzitě, studoval také v německém Hannoveru.
Od roku 2018 působí v Českém rozhlase. Má za sebou jako redaktor zahraniční redakce řadu zahraničních reportážních cest i novinářských doprovodů politiků v zahraničí. Od srpna 2025 se stal zahraničním zpravodajem Českého rozhlasu v Německu, kde vystřídal Václava Jabůrka.